# Mads Bidstrup
Mads Bidstrup (Køge, 25 febbraio 2001) è un calciatore danese, centrocampista del Salisburgo.

## Caratteristiche tecniche
Gioca come centrocampista centrale, all'occorrenza può essere impiegato nel ruolo di mediano. Abile tecnicamente e utile per la squadra in entrambe le fasi di gioco.
Nel 2018 è stato inserito nella lista di The Guardian tra i 60 migliori talenti classe 2001.

## Carriera

### Club
Giovanili e il passaggio al Brentford
Cresciuto nei settori giovanili di Herfølge, Brøndby, Copenaghen e RB Lipsia, il 16 luglio 2020 viene acquistato dal Brentford, che inizialmente lo aggrega alla propria squadra riserve e con cui firma un contratto di lunga durata. Il 10 aprile 2021 esordisce in prima squadra, in occasione dell'incontro di Championship vinto per 0-5 contro il Preston North End. Il 7 giugno, dopo aver contribuito alla promozione in Premier League, viene promosso ufficialmente in prima squadra. Il 13 agosto debutta in Premier League, disputando l'incontro vinto per 2-0 contro l'Arsenal.
Il 29 gennaio 2022 fa ritorno in patria, quando viene ceduto in prestito al Nordsjælland fino al termine della stagione. Il 5 luglio successivo a seguito di una stagione positiva, il prestito viene esteso per un'altra stagione.
Red Bull Salisburgo
Il 17 luglio 2023 viene ceduto a titolo definitivo al Salisburgo. Nella sua prima stagione gioca titolare debuttando in Champions League e collezionando 25 presenze con 2 goal e un assist in Bundesliga.

### Nazionale
Ha rappresentato le nazionali giovanili danesi.

## Statistiche

### Presenze e reti nei club
Statistiche aggiornate al 24 maggio 2025.
| Stagione            | Squadra             | Campionato          | Campionato | Campionato | Coppe nazionali | Coppe nazionali | Coppe nazionali | Coppe continentali | Coppe continentali | Coppe continentali | Altre coppe | Altre coppe | Altre coppe | Totale | Totale |
| Stagione            | Squadra             | Comp                | Pres       | Reti       | Comp            | Pres            | Reti            | Comp               | Pres               | Reti               | Comp        | Pres        | Reti        | Pres   | Reti   |
| ------------------- | ------------------- | ------------------- | ---------- | ---------- | --------------- | --------------- | --------------- | ------------------ | ------------------ | ------------------ | ----------- | ----------- | ----------- | ------ | ------ |
| 2020-2021           | Brentford           | FLC                 | 4+2        | 0          | FACup+CdL       | 0               | 0               | -                  | -                  | -                  | -           | -           | -           | 6      | 0      |
| 2021-gen. 2022      | Brentford           | PL                  | 4          | 0          | FACup+CdL       | 1+3             | 0               | -                  | -                  | -                  | -           | -           | -           | 8      | 0      |
| Totale Brentford    | Totale Brentford    | Totale Brentford    | 8+2        | 0          |                 | 4               | 0               |                    | -                  | -                  |             | -           | -           | 14     | 0      |
| gen.-giu. 2022      | Nordsjælland        | SL                  | 5+8        | 0          | CD              | -               | -               | -                  | -                  | -                  | -           | -           | -           | 13     | 0      |
| 2022-2023           | Nordsjælland        | SL                  | 21+9       | 0          | CD              | 4               | 0               | -                  | -                  | -                  | -           | -           | -           | 34     | 0      |
| Totale Nordsjælland | Totale Nordsjælland | Totale Nordsjælland | 26+17      | 0          |                 | 4               | 0               |                    | -                  | -                  |             | -           | -           | 47     | 0      |
| 2023-2024           | Salisburgo          | BL                  | 25         | 2          | CA              | 5               | 0               | UCL                | 6                  | 0                  | -           | -           | -           | 36     | 2      |
| 2024-2025           | Salisburgo          | BL                  | 30         | 1          | CA              | 3               | 0               | UCL                | 9                  | 1                  | Cmc         | -           | -           | 42     | 2      |
| Totale Salisburgo   | Totale Salisburgo   | Totale Salisburgo   | 55         | 3          |                 | 8               | 0               |                    | 15                 | 1                  |             | -           | -           | 78     | 4      |
| Totale carriera     | Totale carriera     | Totale carriera     | 108        | 3          |                 | 16              | 0               |                    | 15                 | 1                  |             | -           | -           | 139    | 4      |